# ヒューミックシェール
ヒューミックシェール（humic shale）とは、1925年に発見されたアメリカ、ユタ州・にある古代植物堆積層（頁岩層）のこと。
恐竜時代のみずみずしく生い茂っていた植物たちは、氷河時代に入ると地下に埋没されバクテリアなどの微生物により、ピートモスという泥炭に変化。その上に新しい有機物が積み重なり、再度バクテリアなどに分解され、時間の経過とともに堆積層を形成する。度重なる地殻変動や河川の浸食などにより、地表に姿を現し1925年に発見された。
形成された堆積層は、様々な栄養素が含有されている。

## 含まれているミネラル
炭素・カルシウム・鉄・マグネシウム・マンガン・窒素・ケイ素・ナトリウム・硫黄・亜鉛・リチウム・カリウム・アルミニウム・リチウム・コバルト・ニッケル・ストロンチウムなど７０種類以上。